# ConEmu
ConEmu (сокращение от Console Emulator) — эмулятор терминала для операционной системы Windows, позволяющий работать с несколькими вкладками. ConEmu представляет собой простой настраиваемый графический интерфейс (GUI) с возможностью поддержки множественных консольных окон (на основе вкладок).
Изначально программа создавалась, как помощник небезызвестному файловому менеджеру Far Manager, что объясняет некоторую схожесть графических интерфейсов обеих программ (эскизы и плитки, перетаскивание между окнами, настраиваемый цвет фона и поддержка т. н. «реального» цвета). На сегодняшний день во вкладке ConEmu можно запустить любое консольное приложение или программный инструмент с простым графическим интерфейсом (такие как Блокнот (Windows Notepad) или PuTTY), в том числе и различные командные оболочки (англ. shell): командная строка Windows (cmd.exe), Windows PowerShell, Bash, FAR Manager, Python shell и др.

## Функциональные возможности
- Поддержка множественных окон для консольных приложений на основе вкладок
- Изменяемый размер окон, в вертикальном и горизонтальном направлении[8]
- Создание новой консоли в 1 клик[8]
- Запуск простых графических приложений в новых вкладках[5][6]
- Возможность закреплять и откреплять консольное окно[6]
- Настаиваемая цветовая палитра[8]
- Настраиваемое фоновое изображение и прозрачность[8]
- Строковое или блочное выделение текста (вместо колоночного выделения в стандартной консоли windows)[6]
- Интеграция с FAR Manager[5][6][8]
- Настраиваемые пользователем вкладки, открывающиеся при старте приложения[6]
- Настраиваемый taskbar (панель задач, прогресс, список для быстрого перехода)[5][8]
- Интеграция с DosBox. Возможность запускать старые DOS-приложения (игры) в Windows 7
- Запуск выбранных панелей от имени администратора[5][8]
- Эскизы и плитки в Far Manager
- Полноэкранный режим работы[8]
- Использование 24-битной цветовой схемы в Far Manager 3.x[9]
- Возможность перетаскивания файлов и папок между вкладками ConEmu, в которых работает Far Manager (не просто между панелями FAR Manager)[5]
- Детализированная панель задач (статус бар)[5][8]
- Поддержка китайского языка[10]
- Изменение размера шрифта комбинацией Ctrl + колесо мыши

## Конфигурация
Огромное количество настраиваемых опций и комбинаций горячих клавиш.
ConEmu не представляет собой никакой оболочки, вместо этого он позволяет использовать любую другую.